# 680-ті
Раннє Середньовіччя. Триває чума Юстиніана. У Східній Римській імперії завершилося правління Костянтина IV, розпочалося правління Юстиніана II. Омеядському халіфату належать Аравійський півострів, Сирія, Вірменія, Персія, Єгипет, частина Північної Африки. Невелика частина Італії належить Візантії, на решті лежить Лангобардське королівство. Франкським королівством формально правлять королі з династії Меровінгів при фактичному правлінні мажордомів. Іберію займає Вестготське королівство. В Англії триває період гептархії. Авари та слов'яни утвердилися на Балканах. Центр Аварського каганату лежить у Паннонії. Існують слов'янські держави князівство Карантанія та Перше Болгарське царство.
У Китаї тривало правління династії Тан, на зміну якій прийшла друга династія Чжоу. Індія роздроблена. В Японії триває період Ямато. У степах між Азовським морем та Аралом існує Хазарський каганат. Відродився Тюркський каганат.
На території лісостепової України в VII столітті виділяють пеньківську й празьку археологічні культури. У VII столітті тривало швидке розселення слов'ян. У Північному Причорномор'ї співіснують різні кочові племена, зокрема булгари, хозари, алани, авари, тюрки.

## Події
- 685 року василевсом Візантії став Юстиніан II. Він підтримував мир з арабами й боровся зі слов'янами на Балканах.
- Араби-мусульмани й далі вчиняли свої завоювання, але війна з берберами та візантійцями в Магребі йшла зі змінним успіхом.
- Після смерті Муавії в Омеядському халіфаті розпочалося кілька повстань: шиїтів, хариджитів та прихильників Аїші.
- Утворилося Перше Болгарське царство.
- У Китаї правила династія Тан, владу в ній захопила імператриця У Цзетянь, спочатку при формальному правлінні своїх синів, а з 690 року особисто. Вона започаткувала нову династію, яка отримала назву Другої династії Чжоу.
- Тюрки вийшли з-під контролю Китаю і відновили Тюркський каганат, загони якого здійснювали часті рейди на територію Піднебесної.
- Франкське королівство об'єдналося при формальному правлінні Теодоріха III і фактичному мажордома Австразії Пепіна Герістальського.
- 681 року завершив роботу Третій Константинопольський собор, що засудив монофелітство.
- 681 — кінець понтифікату Папи Агафона;
- 681—682 — понтифікат Папи Лева II;
- 684—685 — понтифікат Папи Бенедикта II;
- 685—686 — понтифікат Папи Іоанна V;
- 686—687 — понтифікат Папи Конона;
- 687 — початок понтифікату Папи Сергія I;